# Gitee
Gitee est un site de forge logicielle utilisant le logiciel libre git, comportant un système de suivi des bugs et des outils d'intégration continue. Il est basé en Chine, où il est la principale forge logicielle ouverte et a été lancé en 2013.
Il est géré par un consortium dirigé par OSChina (anglais : Open Source China), structure basée à Shenzhen,,.

## Caractéristiques
Le logiciel d'intégration continue Jenkins comporte un plugin Gitee.

## Histoire
En 1999, Red Flag Software Co., Ltd publie la distribution Linux, Red Flag Linux 1.0. Dès le début des années 2000, avec le support du gouvernement chinois, les logiciels à sources ouverte (OSS) sont devenus un domaine d'intérêt important en Chine. En 2006, différentes acteurs du secteur informatique et internet tels que Alibaba, Baidu ou Huawei prennent part à la communauté open source, 12 559 des  98 221 projets disponibles sur Gitee ont commencé en 2006.
En 2018, il comportait deux millions de projets d'après les statistiques du Site.
En 2020, face au conflit commercial opposant les États-Unis sous le gouvernement Trump et la Chine, ce dernier multiplie les initiatives pour promouvoir les projets nationaux. Le blocage de l'accès de l'Iran, de la Syrie et la Crimée à GitHub, nouvellement racheté par Microsoft, fait craindre à la Chine d'être le suivant sur la liste.